# Jagdhub
Jagdhub ist ein Ort im Vöcklatal am Rand der Salzkammergut-Berge in der Grenzregion Salzburg zu Oberösterreich wie auch Ortschaft der Gemeinde Straßwalchen im Bezirk Salzburg-Umgebung.

## Geographie
Der Ort befindet sich 8 Kilometer südöstlich von Straßwalchen und 23½ Kilometer westlich von Vöcklabruck im Gebiet um den Zeller- oder Irrsee, knapp 6 Kilometer nordwestlich von Zell am Moos.
Das Dorf Jagdhub liegt links über der oberen Vöckla auf um die 600 m ü. A. Höhe am Fuß des Schoibernbergs (883 m ü. A.) der Mondseer Flyschberge. Die junge Vöckla bricht hier – vom Mondseer Gebiet kommend nach der Haslauer Weitung – zwischen Schoibernberg und Kogler Berg (819 m ü. A.) westlich, und den Nordwestausläufen des Glashüttenwalds und dem Rehberg (Die Röten 819 m ü. A.) östlich durch. Die Talung weitet sich wieder, und sie verlässt hier die Alpen und tritt in das Vöckla-Ager-Hügelland als Teil des Alpenvorlands. Bei Frankenmarkt 5 Kilometer weiter wendet sich ostwärts zu. Gegenüber erhebt sich schon der Hausruck-und-Kobernaußerwald-Zug. Die Salzburger Landesgrenze baucht in diesem Raum um Straßwalchen weit ostwärts in das Oberösterreichische, Jagdhub stellt die südöstlichste Ortschaft dieser Ausbuchtung dar.
Die Ortschaft Jagdhub umfasst etwa 20 Gebäude mit gut 60 Einwohnern, etwa 2⁄3 im Ort selbst. Zum Ortschaftsgebiet gehört auch die Rotte Angern (7 Adressen) direkt unterhalb an der Vöckla und ein Gehöft oberhalb, sodass der Ort Oberholz südlich von seiner Ortschaft Hüttenedt isoliert ist.
| Pölzleiten ∗ | Hüttenedt (O) ∗                                                     | |
|              | Kompassrose, die auf Nachbargemeinden zeigt                         | |
|              | Oberholz ∗ Steinbach (O, Gem. Oberhofen a.I., Bez. Vöcklabruck, OÖ) | Angern (Gem. Straßwalchen u. Weißenkirchen i. A., Bez. Vöcklabruck, OÖ) Gollau (O, Gem. Zell a.Moos, Bez. Vöcklabruck, OÖ) |

∗ Das Ortschaftsgebiet Hüttenedt liegt bis auf die Landesgrenze an der Vökla vollständig um Jagdhub herum

## Geschichte, Infrastruktur und Sehenswürdigkeiten

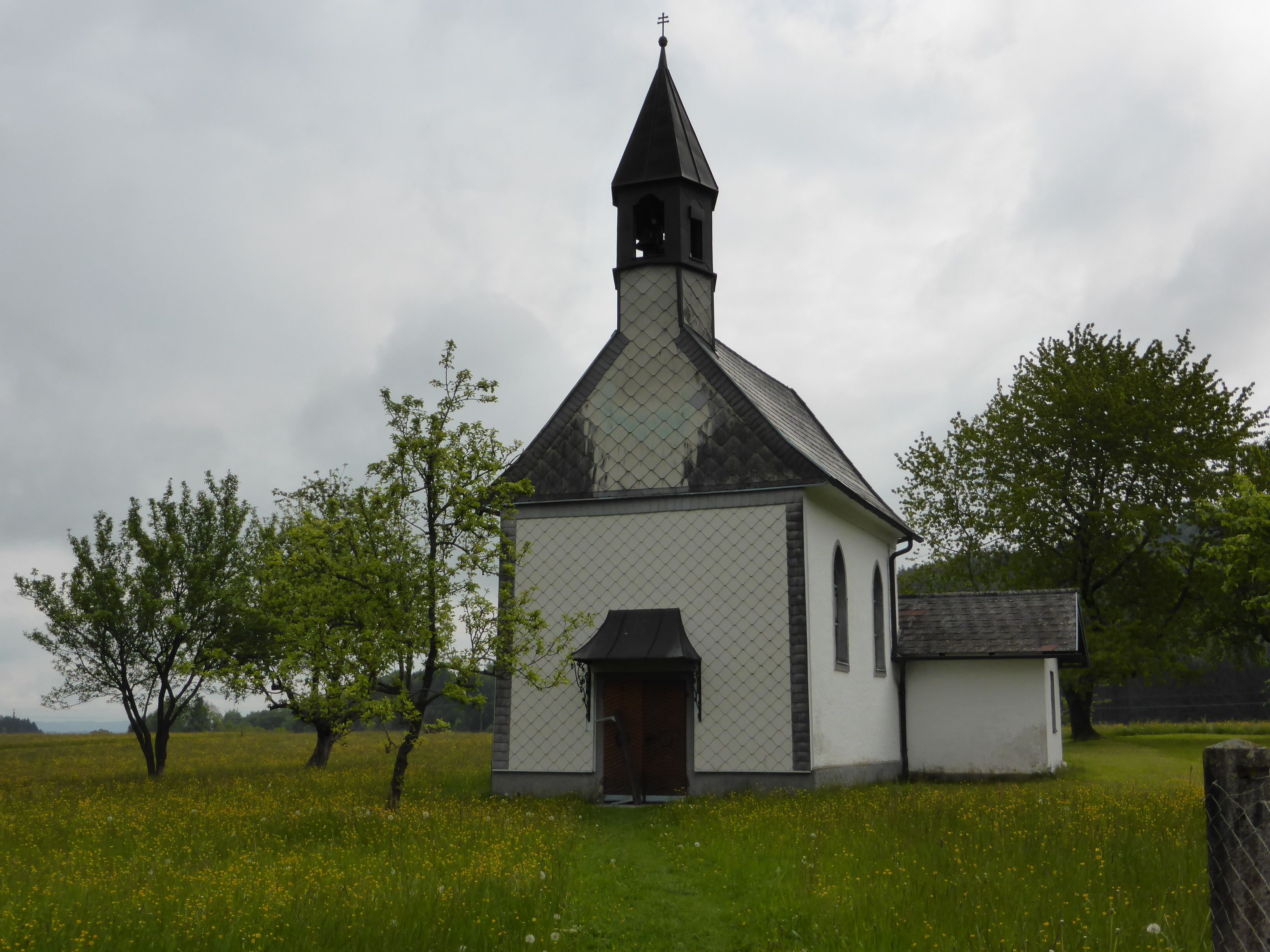
Ortskapelle Jagdhub

Der Name steht zu Hufe, einem alten Flächenmaß und Besitztitel. Alternativ findet sich als alter Name auch Ed (Einöde).
Die abgelegene Ortslage gehörte bis 1823 zum Landgericht Kogl des Attergau (mit südlichem Attersee, Sitz im Schloss zu St. Georgen). Dann fand eine Grenzbereinigung zwischen dem seinerzeitigen Kronland Österreich ob der Enns und dem zu der Zeit einen Landesteil bildenden Salzachkreis statt. Damit kann sie an Straßwalchen, seinerzeit das Landgericht Hochfeld.
Erreichbar ist der Ort von der L1281 Vöcklatalstraße B1 bei Schwaigern – Zell am Moos, die unten an der Vöckla verläuft.
Der Ort hat eine kleine Ortskapelle Hl. Familie, 1896 von einem Einheimischen gestiftet. Sie steht unter Denkmalschutz.